# Albert Schlosser
Johann Albert Schlosser († 1769) byl nizozemský lékař a zoolog.
Byl členem britské Královské společnosti.
V korespondenci Johna Ellise a Alexandera Gardena je obsažena zmínka o jejich přání nazvat jménem Schlossera druh rostliny , ale nikdy se to neprovedlo (druh Schlosseria heterophylla byl nazván roku 1857 na počest jiného vědce Josipa Šlosera).